# 月湖 (武汉)
月湖，位于中国湖北省武汉市汉阳区，因古代汉阳的却月城而得名。月湖东西长3150米，南北宽约450米，总面积1.42平方公里，一般深度2米，为淡水湖。近年来，月湖淤积，水质逐渐恶化。2008年7月武汉市政府曾引汉江水入月湖以改善该湖水质。现湖区辟为月湖公园，湖东岸有古琴台，俞伯牙和钟子期高山流水遇知音的故事集发生在此。湖北岸有武汉琴台大剧院，乘坐10路公交可达。